# Architecture brutaliste en Belgique

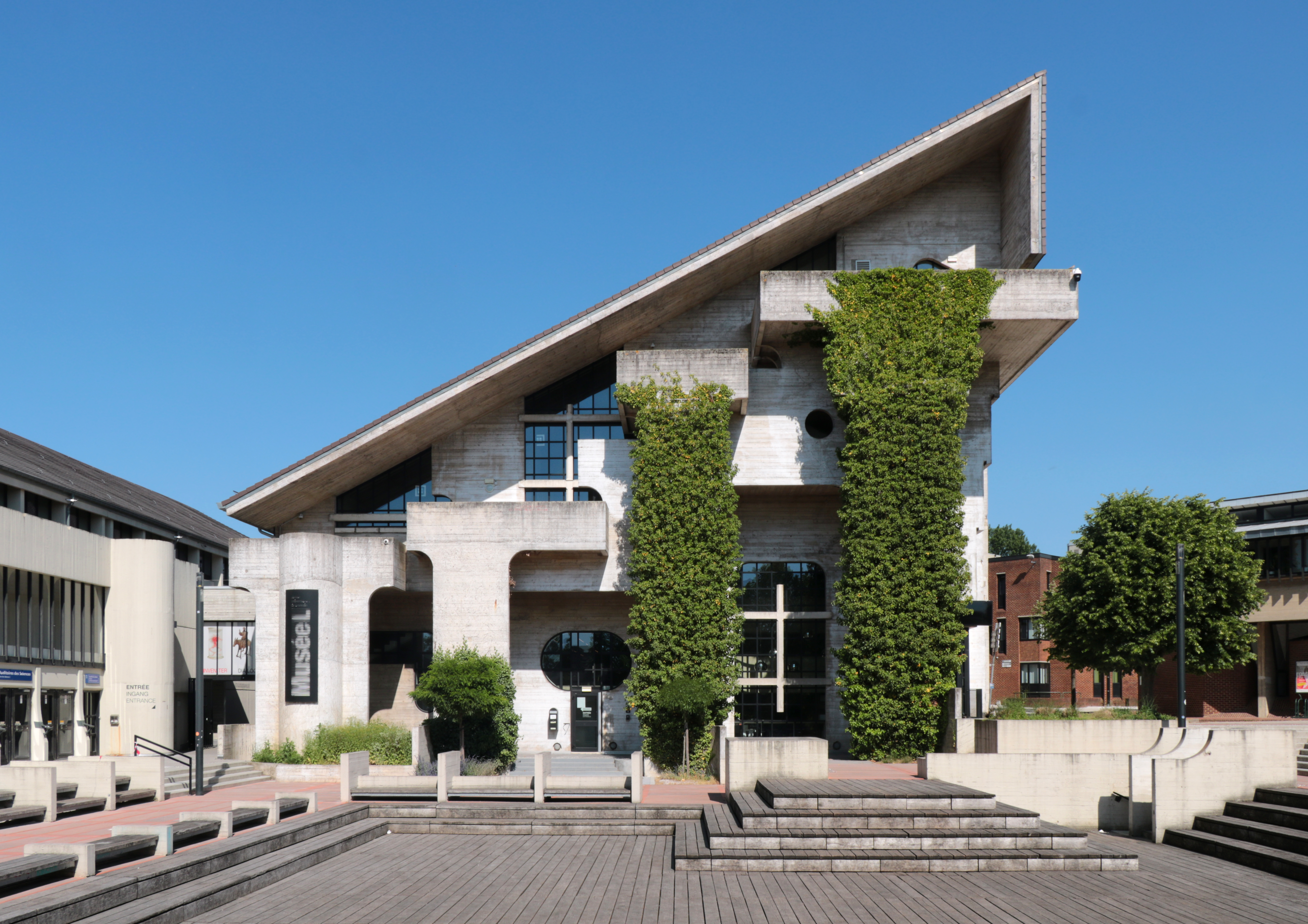
Bibliothèque et place des Sciences à Louvain-la-Neuve (André Jacqmain 1970-1975).

L'architecture brutaliste apparaît en Belgique en 1960 et se développe tout au long des années 1960 et 1970, en parallèle avec l'architecture fonctionnaliste, dérivée comme elle du modernisme.

## Définition

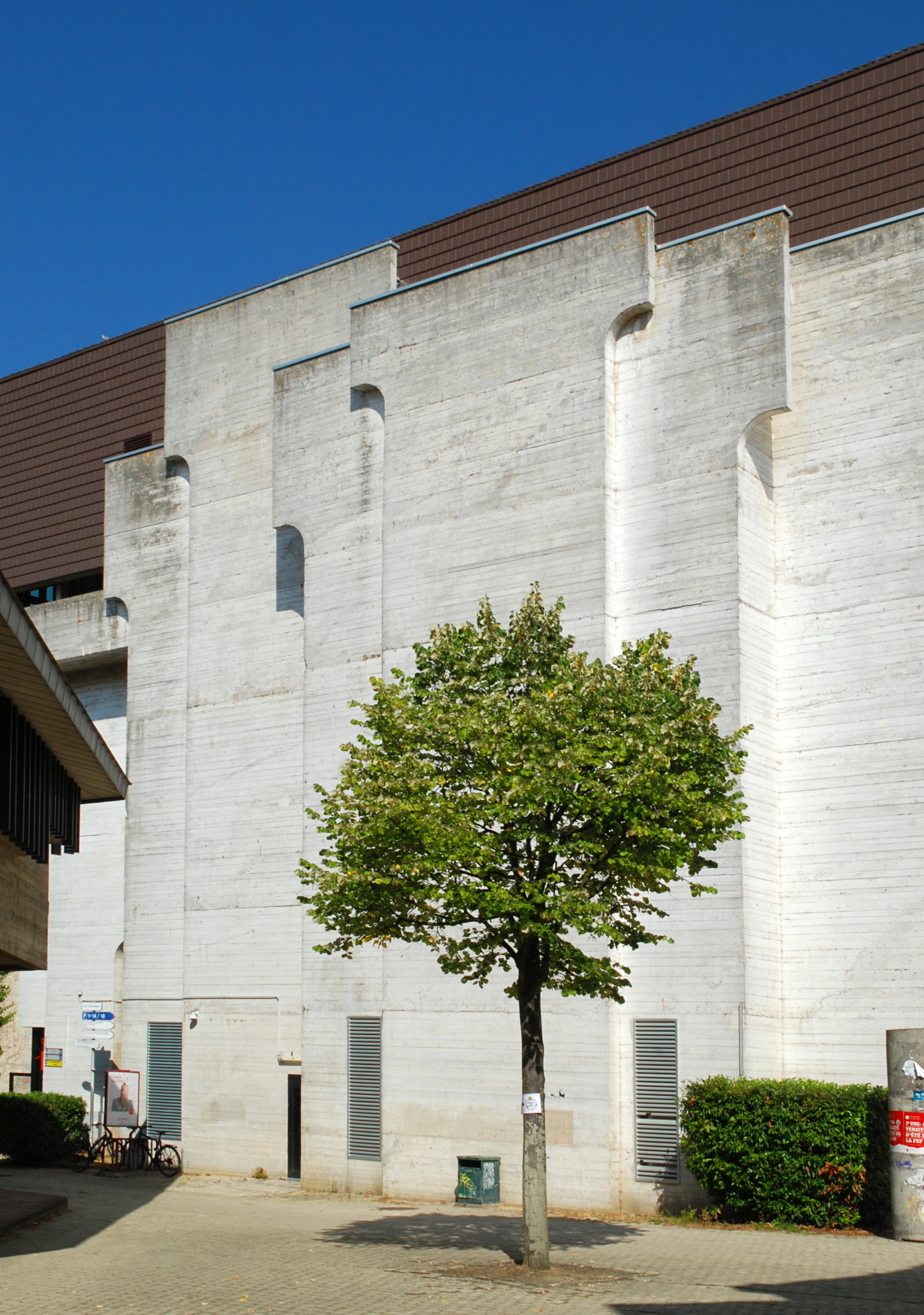
La façade méridionale de la Bibliothèque des Sciences à Louvain-la-Neuve.

L'architecture brutaliste est caractérisée par des façades de « béton brut » sans revêtement, dont les surfaces présentent souvent une texture héritée du bois de coffrage, le béton « brut de décoffrage »,, gardant la marque des planches de bois qui ont servi au moulage, leurs veinures ainsi que leurs lignes de jointure.

## Historique
Le style apparaît en Belgique au début des années 1960 avec les premières réalisations de l'architecte flamand Juliaan Lampens (sa maison personnelle en 1960 et la chapelle de pèlerinage Notre-Dame de Kerselare à Audenarde dont le projet a été conçu en 1961).
Il se poursuit ensuite tout au long des années 1960 et 1970 avec la construction de nombreux bâtiments universitaires à Liège (Charles Vandenhove et Claude Strebelle), à Louvain-la-Neuve (André Jacqmain, Charles Vandenhove, Robert Courtois), à Gand (Raoul Brunswyck et Odon Wathelet) et à Bruxelles (bureau Baro, Willy Van Der Meeren).
La construction à partir de 1970 de la cité universitaire de Louvain-la-Neuve pour abriter l'université catholique de Louvain constitue une occasion de choix pour le style brutaliste qui s'y exprime largement.
Le style brutaliste s'exprime aussi en Belgique à travers des bâtiments publics, comme la bibliothèque d'Eke (Lampens) et la piscine municipale d'Ostende (Paul Felix et Jan Tanghe), ou religieux, comme la chapelle de pèlerinage Notre-Dame de Kerselare (Lampens) et l'église Sainte-Rita de Harelbeke (Léon Stynen).

## Architectes brutalistes

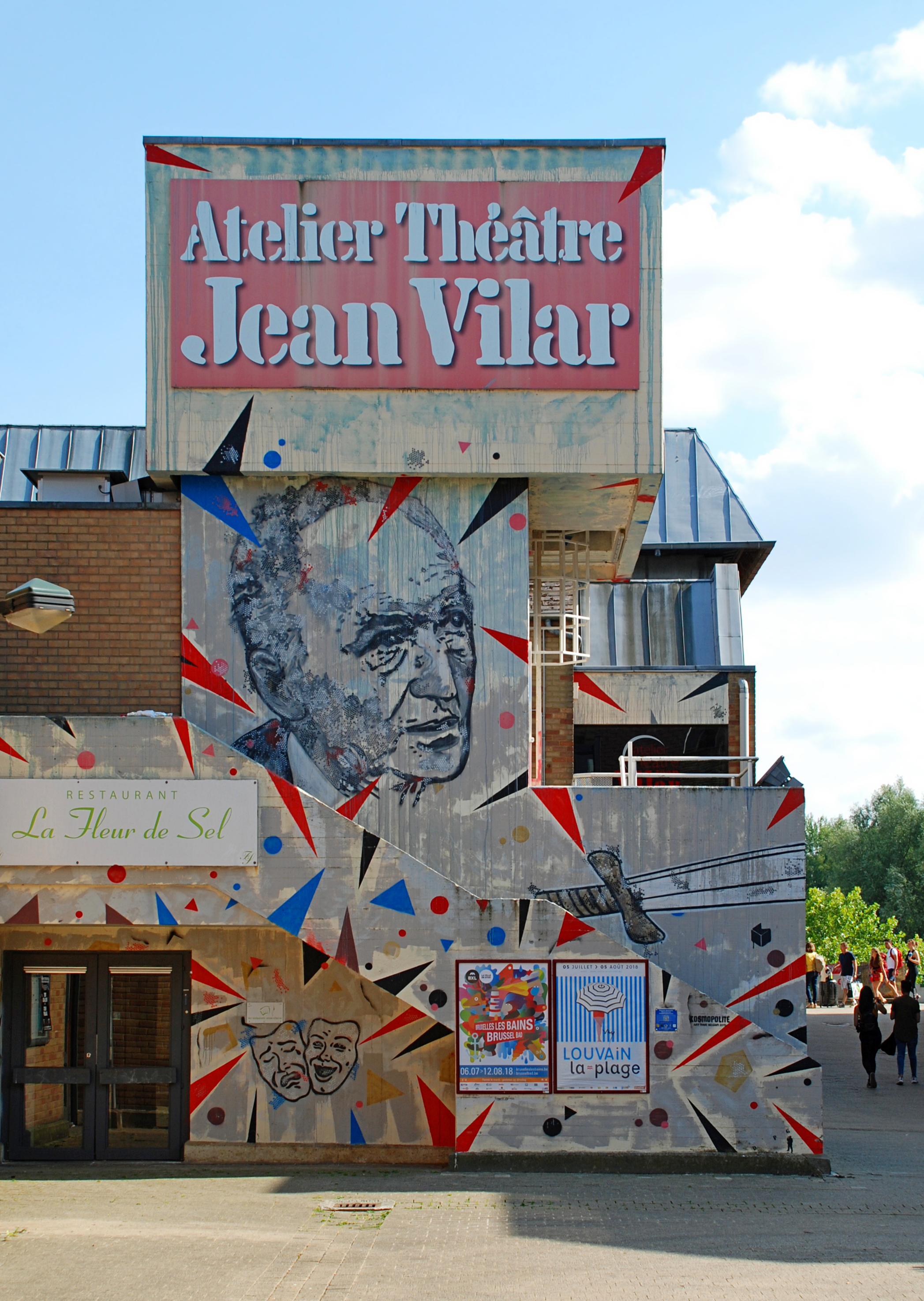
La tour d'escalier.

Voici la liste des architectes brutalistes belges, classés en fonction du début de leur production brutaliste.
Ne sont mentionnées ici que leurs réalisations brutalistes, à l'exclusion de leurs éventuelles réalisations fonctionnalistes ou postmodernes.
- 1960 Juliaan Lampens

1960 Maison personnelle de Juliaan Lampens,
1961-1966 chapelle de pèlerinage Notre-Dame de Kerselare à Audenarde (Kerzelare 98 à Edelare, avec Rutger Langaskens),,
1967 Maison Vandenhaute-Kiebooms à Zingem,
1970-1974 Maison d'Albert Van Wassenhove, Brakelstraat 50 à Laethem-Saint-Martin,,,
1970 bibliothèque publique d'Eke (Steenweg 88, Eke, Nazareth)
- 1962 Charles Vandenhove

1962-1987 Centre hospitalier universitaire de Liège (CHU de Liège), Avenue de l'Hopital 1 à Liège,
1975 Bâtiments Mendel et Boltzman, laboratoires de la Faculté des Sciences Agronomiques de l'Université catholique de Louvain à Louvain-la-Neuve (avec Émile José Fettweis)

Charles Vandenhove
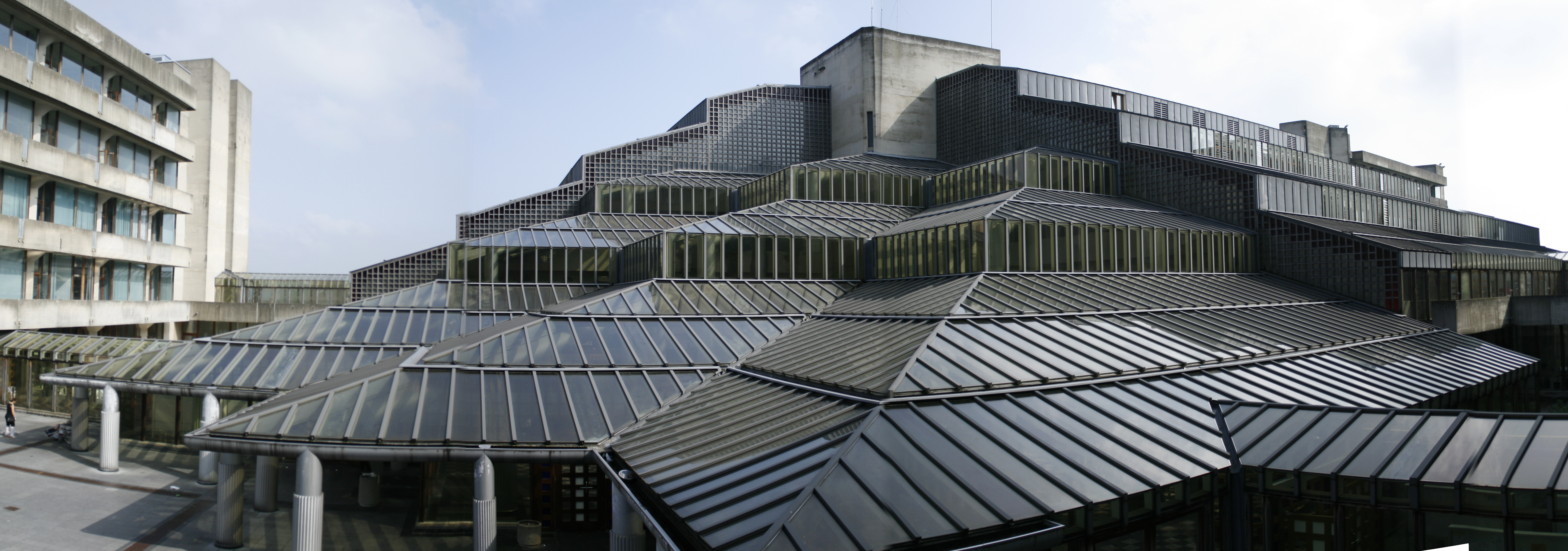
Centre hospitalier universitaire de Liège.
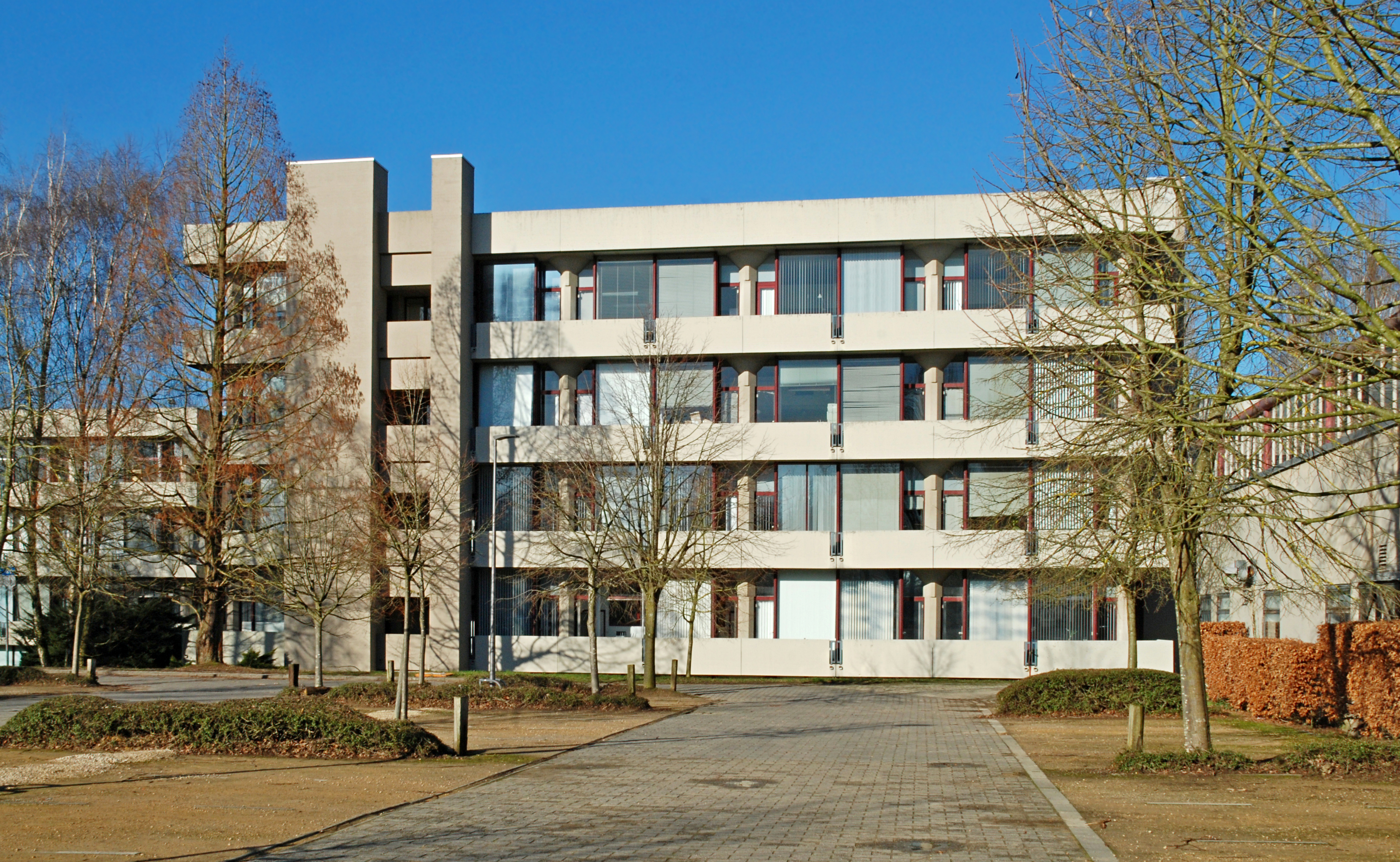
Louvain-la-Neuve - Bâtiment Mendel.

- 1966 Claude Strebelle (et atelier du Sart-Tilman)
  - 1966-1968 : Centrale de chauffe de l'Université de Liège dans le domaine du Sart Tilman à Liège[7],[17]

- 1966 Georges Pepermans

1966 : Restaurant universitaire Alma 3 à Louvain
- 1968 André Jacqmain

1968 : Restaurant universitaire du campus du Sart Tilman, Université de Liège,
1970-1975 Ancienne bibliothèque des Sciences et place des Sciences à Louvain-la-Neuve,

André Jacqmain
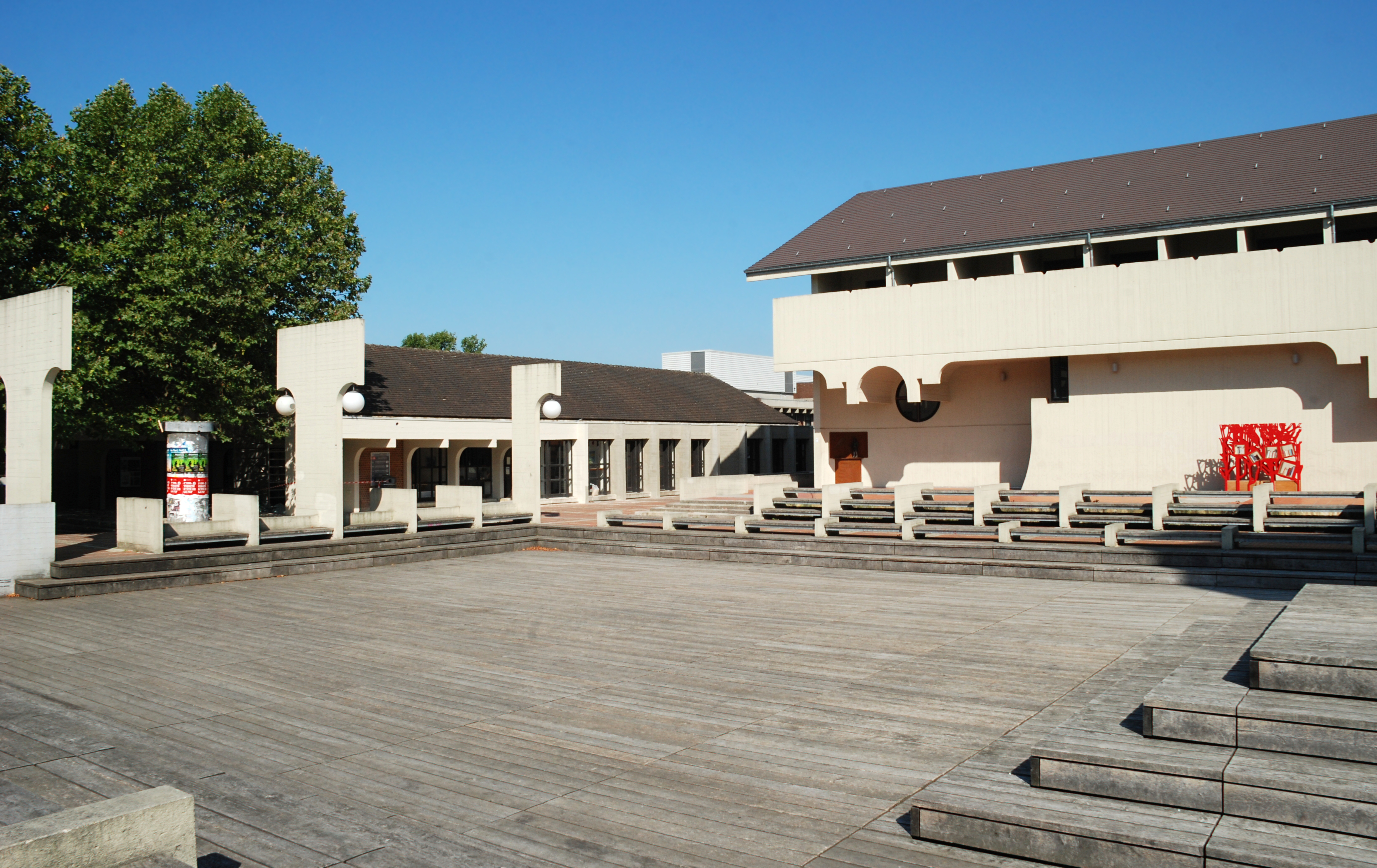
Place des Sciences.
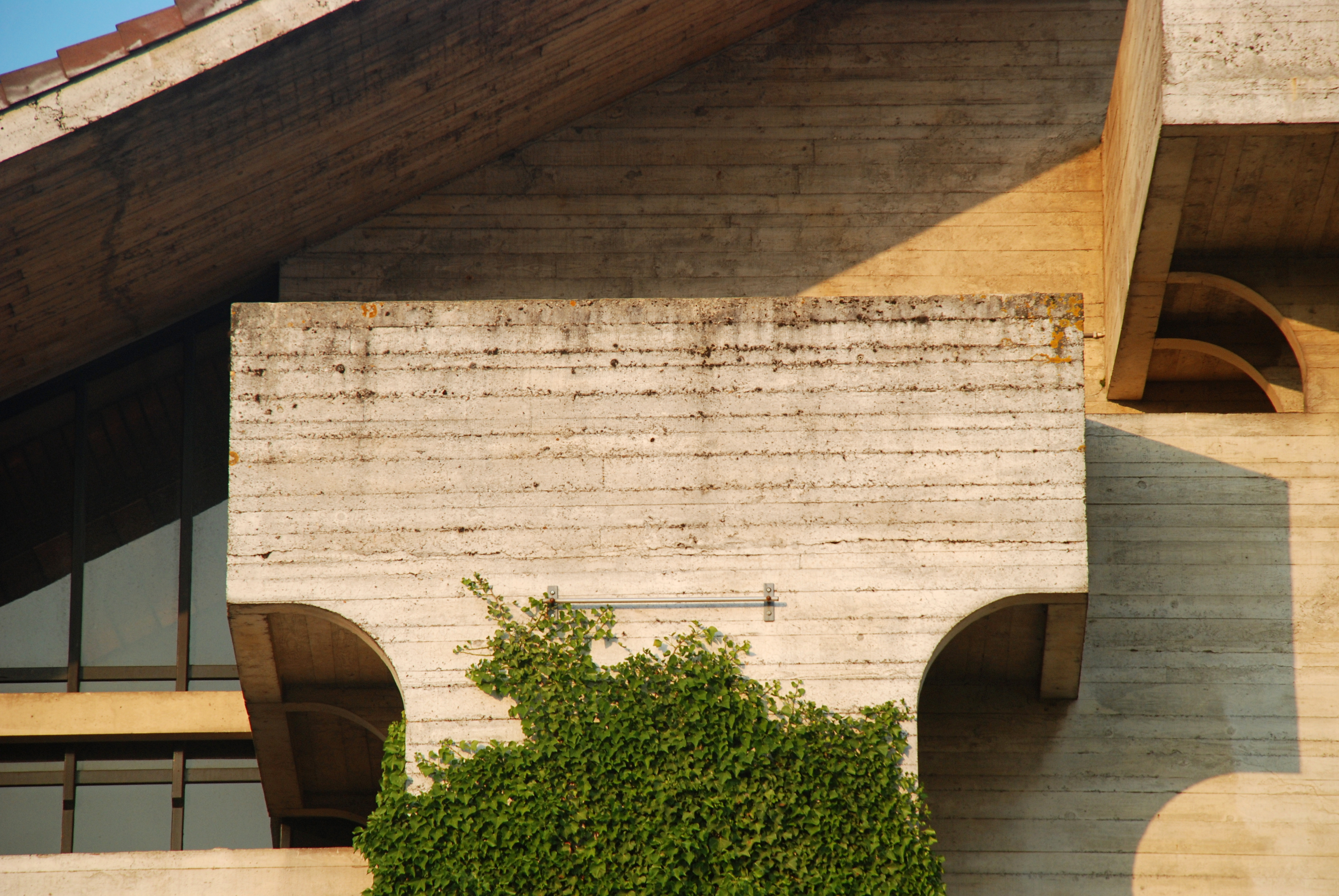
Balcon de la bibliothèque des Sciences.
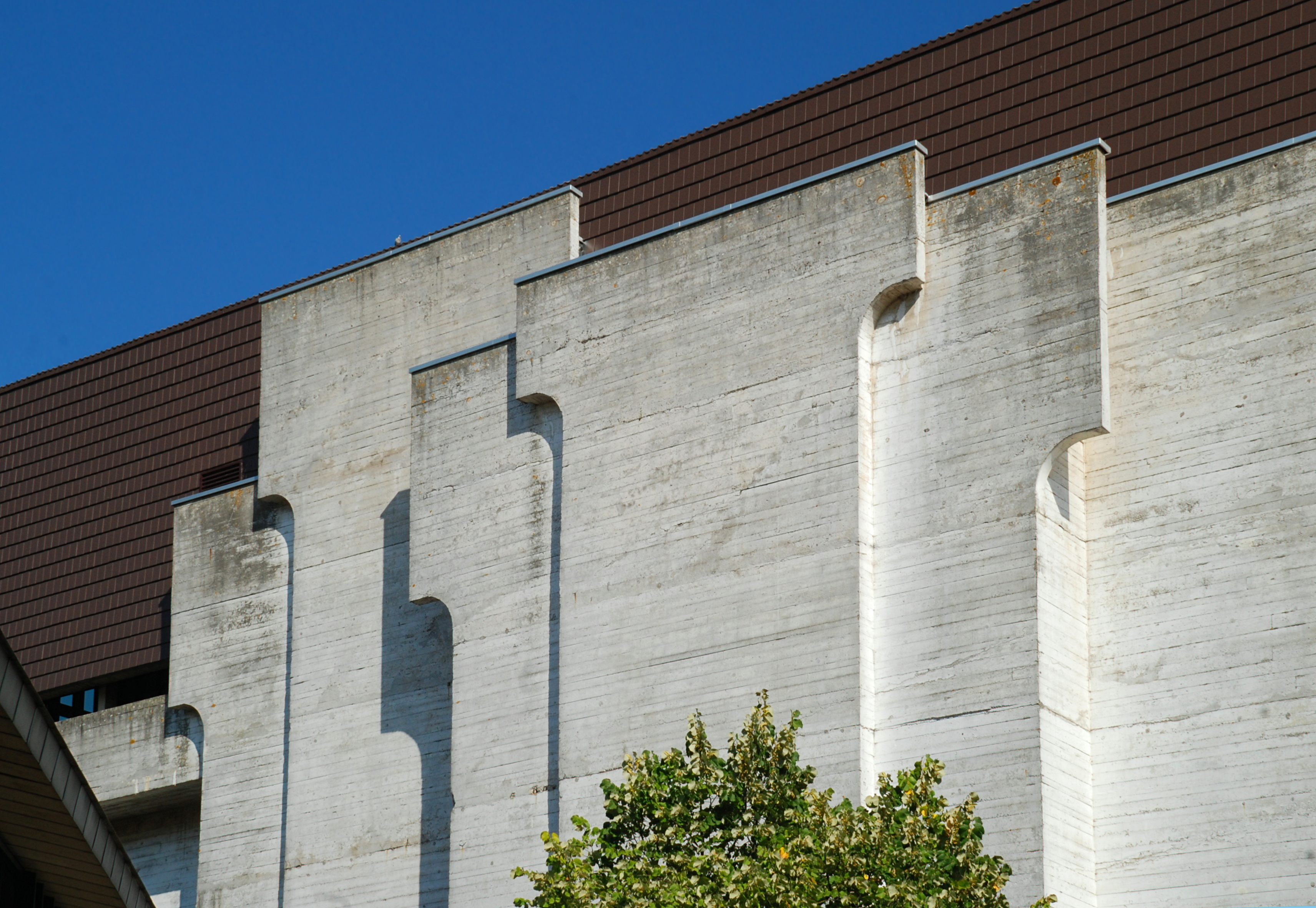
Pilastres de la bibliothèque des Sciences.

- 1969 Paul Felix et Jan Tanghe

1969-1978 Piscine municipale d'Ostende, avenue Reine Astrid 1 à Ostende
- 1969 Henri Montois

1967-1976 Laboratoires de la faculté de Médecine de l'UCLouvain et hôpital Saint-Luc, Woluwe-Saint-Lambert,
- 1970 Roger Bastin

1970-1972 : Cyclotron de Louvain-la-Neuve

Roger Bastin : Cyclotron de Louvain-la-Neuve
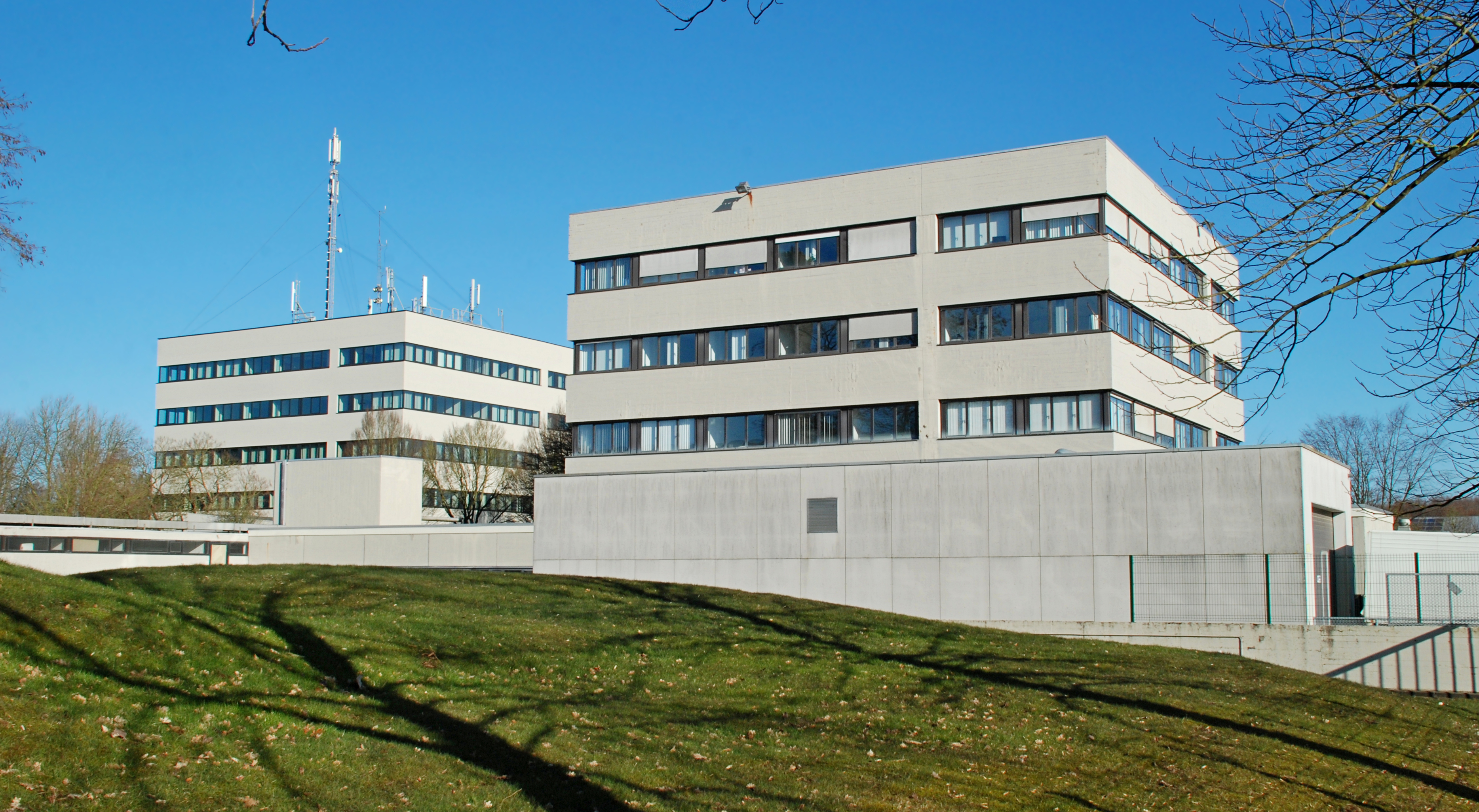
La tour nord et la tour est.
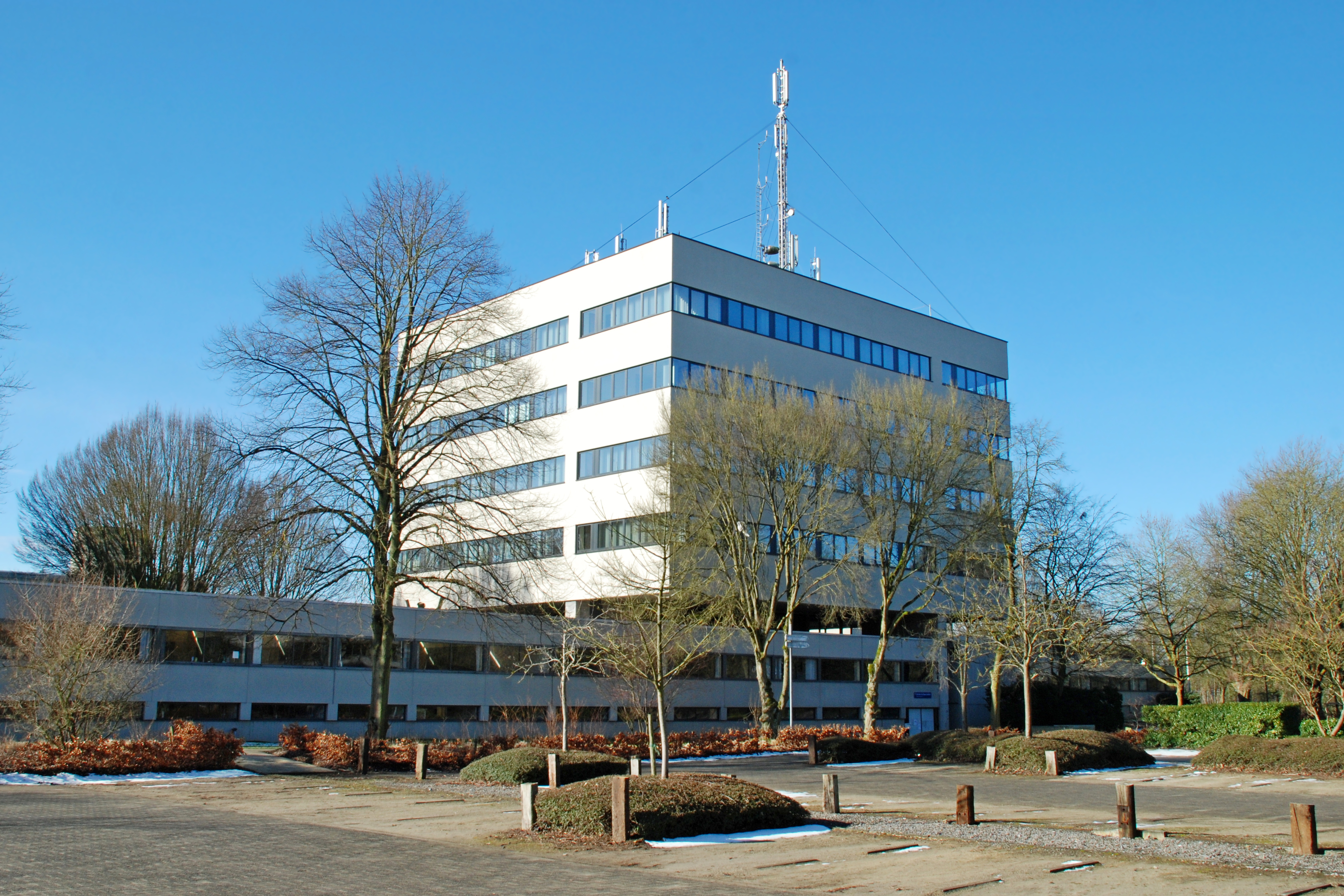
La tour nord.
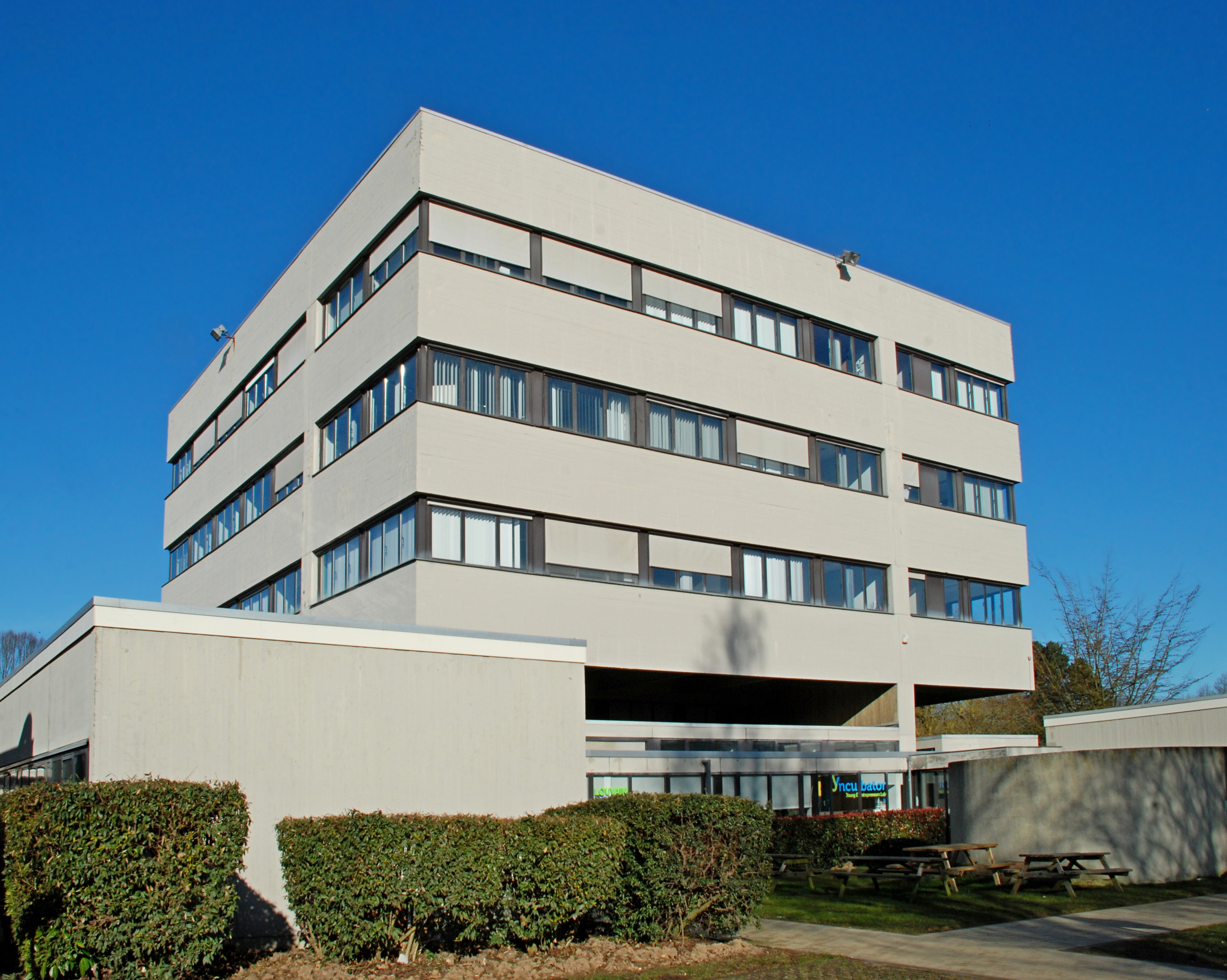
La tour est.

- 1974 Robert Courtois

1974 Bâtiments Carnoy, laboratoires de la faculté des Sciences de l'Université catholique de Louvain à Louvain-la-Neuve (avec Jean Wynen, Alexandre de Haes et Marc Van Raemdonck)

Robert Courtois
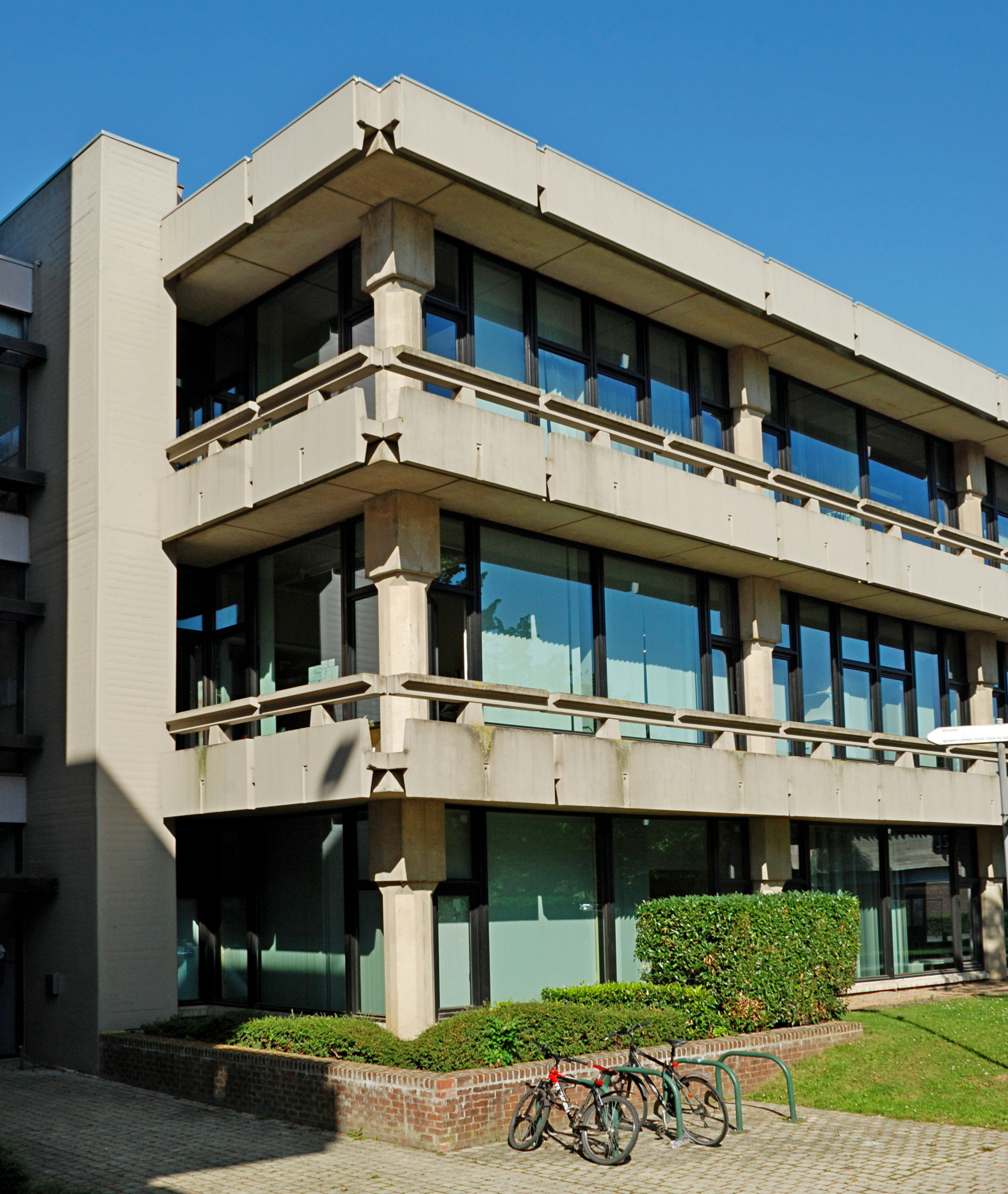
Bâtiment Carnoy - aile A.
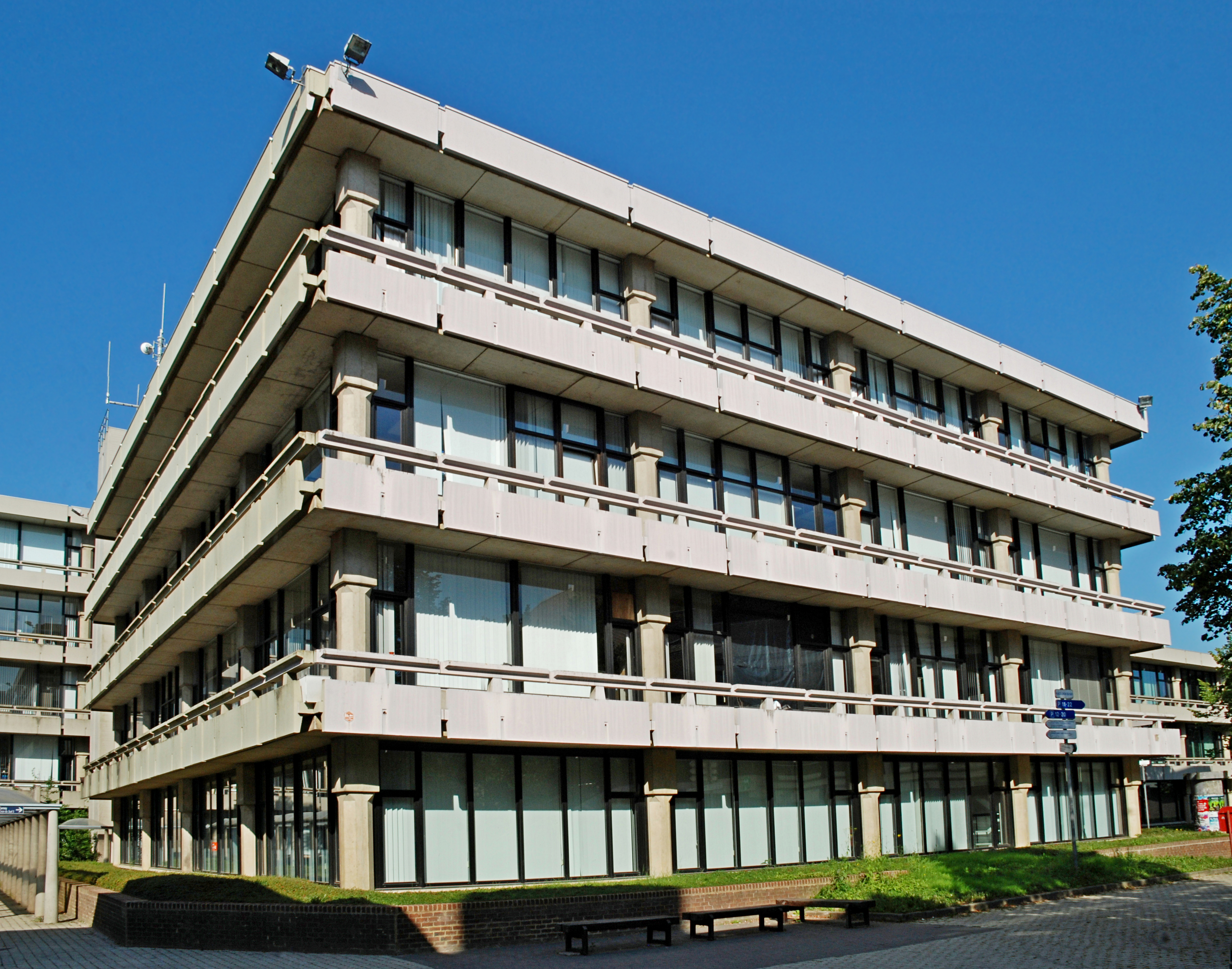
Bâtiment Carnoy - aile B.

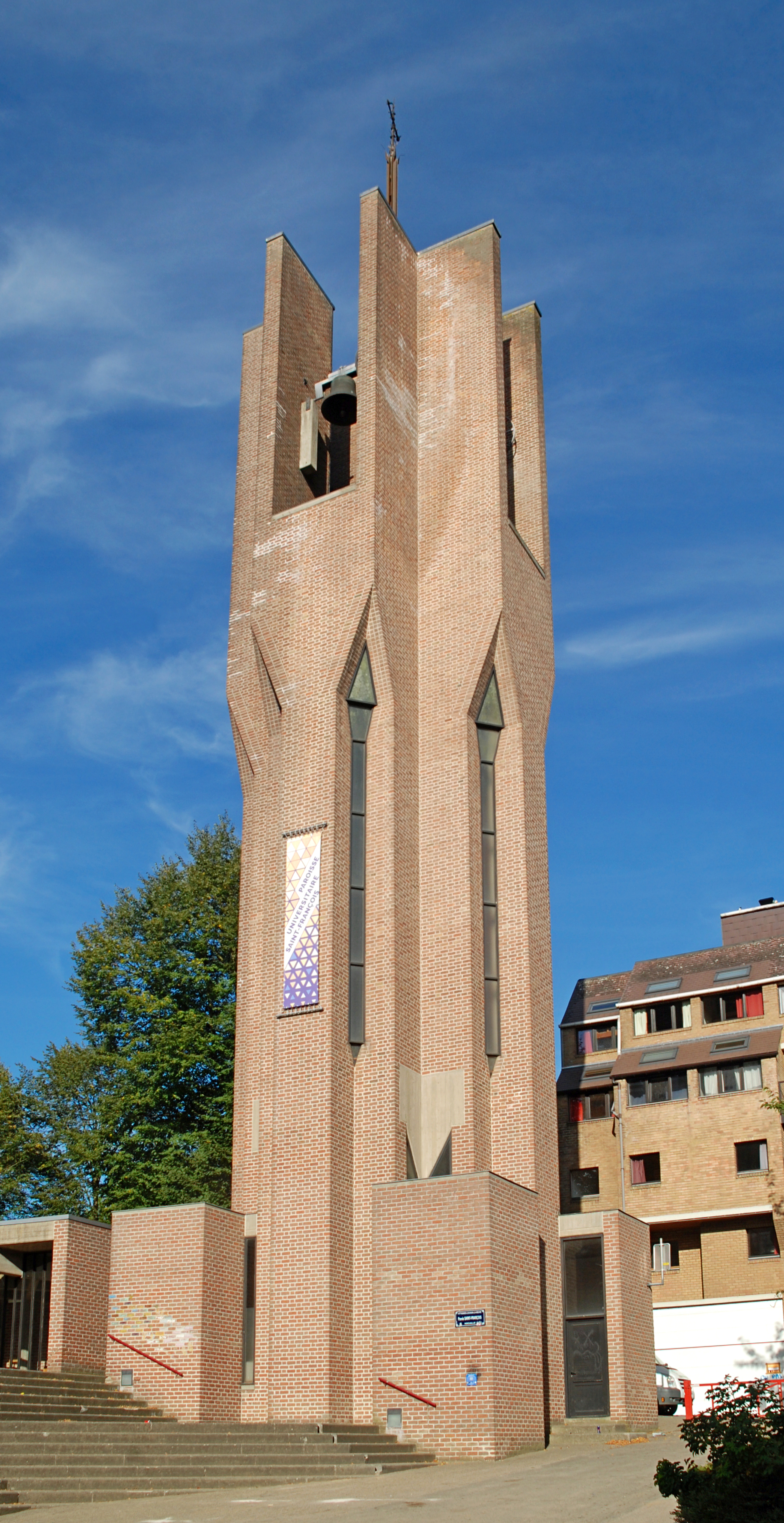
Église Saint-François d'Assise (Louvain-la-Neuve).

- 1975 Jean Cosse

1975-1983 église Saint-François d'Assise, à Louvain-la-Neuve,,
1977 collège Érasme à Louvain-la-Neuve, place Blaise Pascal

Jean Cosse
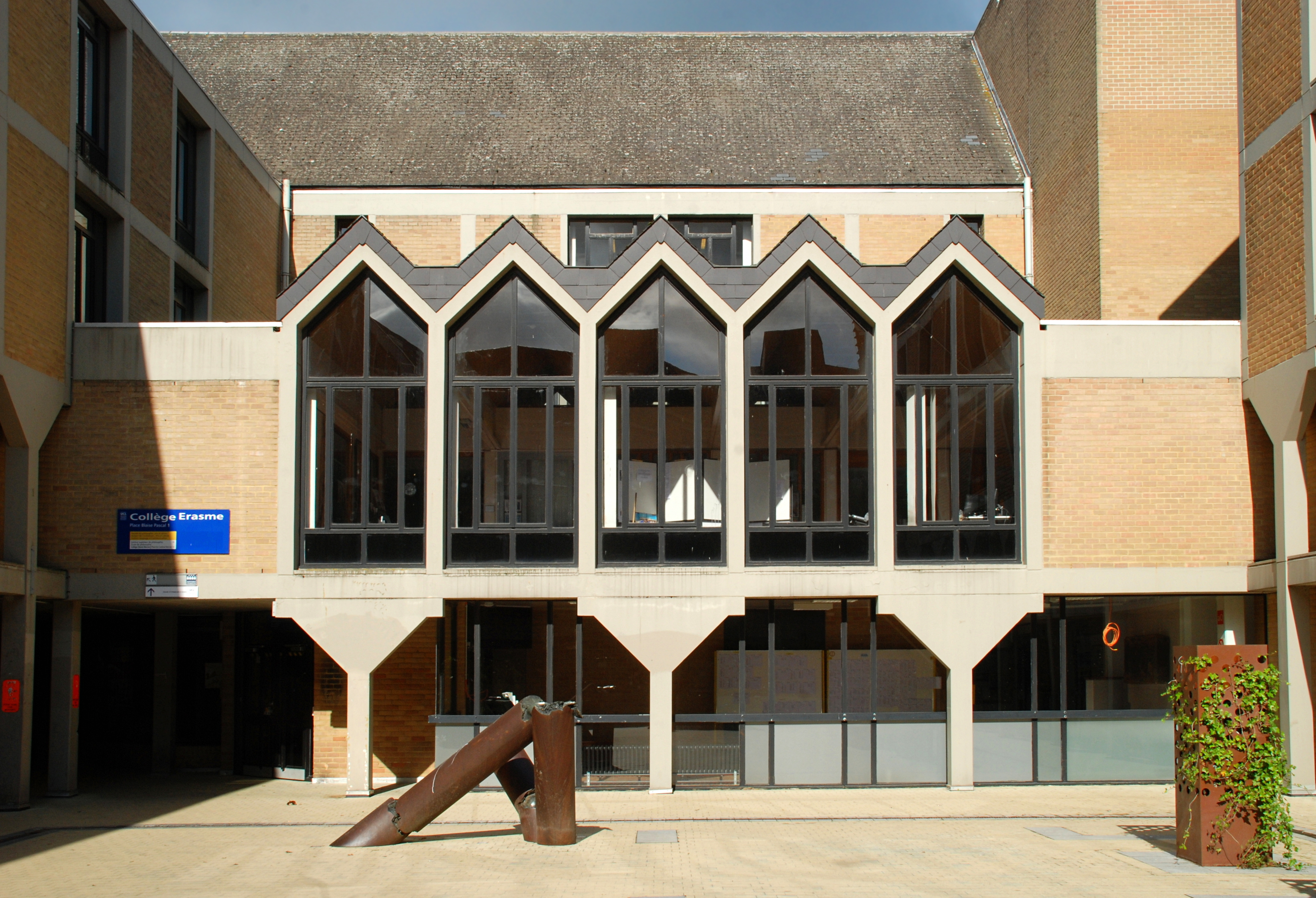
Collège Érasme à Louvain-la-Neuve.
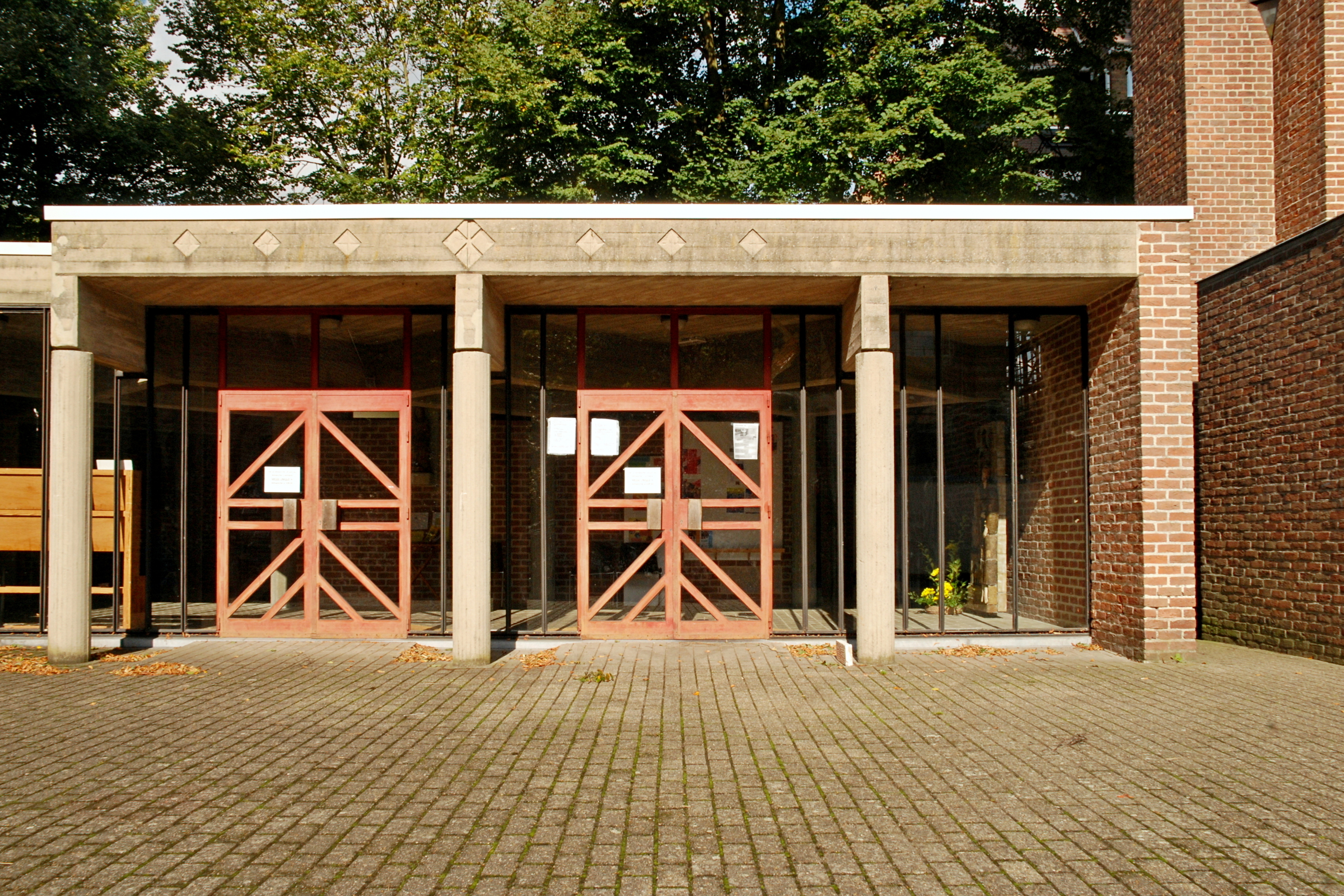
Église Saint-François d'Assise.

- 1976 Raoul Brunswyck et Odon Wathelet

1976 Faculté des Sciences économiques de l'Université de Gand, rue des Deux-Églises 2 à Gand
- 1977 Bureau Baro (Gand)

1977 Aula Q, campus de la VUB, boulevard de la Plaine 2 à Etterbeek (Bruxelles)
- 1979 Jean Potvin

Théâtre Jean Vilar, salle principale de l'Atelier Théâtre Jean Vilar à Louvain-la-Neuve

Jean Potvin : Théâtre Jean Vilar
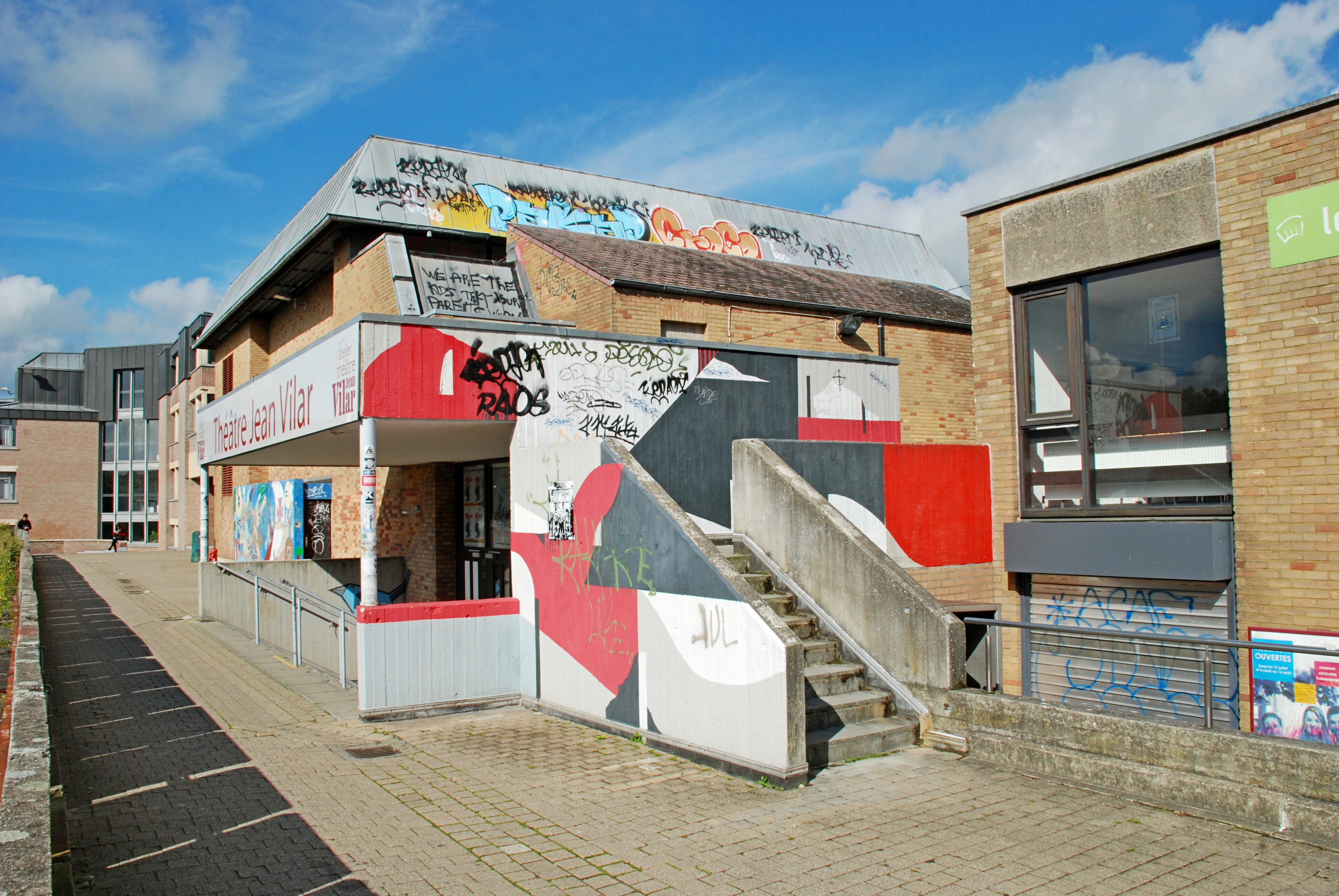
Le porche d'entrée situé au sud.
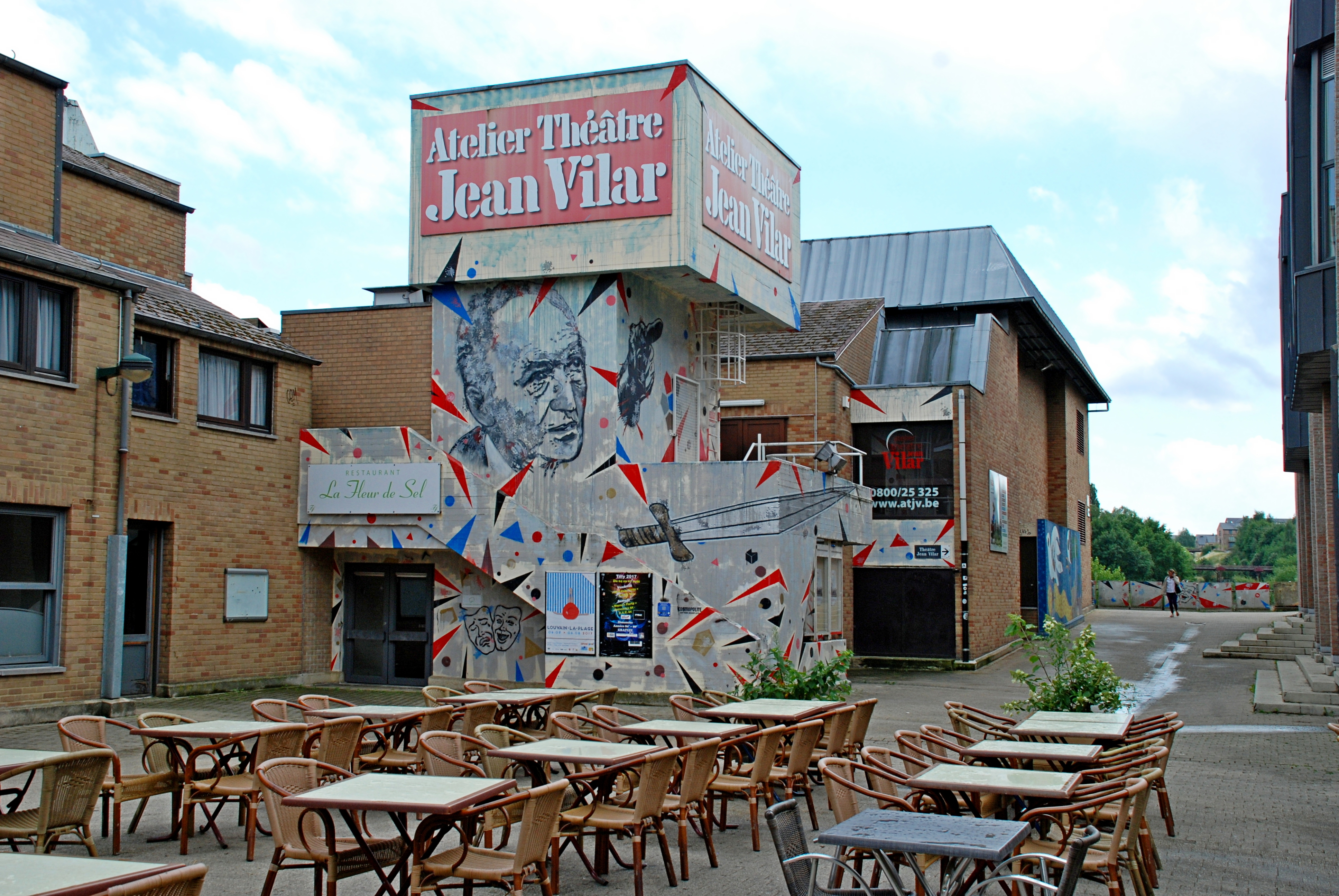
La salle vue du nord.

- Léon Stynen

Église Sainte-Rita de Harelbeke, Julius Sabbestraat 43 à Harelbeke
- Alfons Hoppenbrouwers

Centre culturel Westrand à Dilbeek
- Renaat Braem

Complexe d'appartements Arena, avenue Frank Craeybeckx à Deurne,
- Willy Van Der Meeren

Logements pour étudiants du campus de la VUB, boulevard de la Plaine 2 à Etterbeek (Bruxelles), ensemble de 352 chambres d'étudiants en béton préfabriqué
- René Stapels

Siège de la banque ING, Cours Saint-Michel 40 à Etterbeek (Bruxelles)

## Peintures murales
Les surfaces de béton qui caractérisent l'architecture brutaliste constituent un support idéal pour des peintures murales, comme à Louvain-la-Neuve où elles fleurissent.
On trouve en effet dans la cité universitaire de nombreuses peintures comme Les Baleines publiques de Frank Pé et Bom, C'est la vie et Petite histoire d'une grande Université de Claude Rahir, Largo Winch de Philippe Francq et Jean Van Hamme, Qu'est-ce qu'un intellectuel ? de Roger Somville, Tendre Violette de Jean-Claude Servais, La Tour infinie de François Schuiten, sans oublier le portrait de Jean Vilar qui orne le Théâtre Jean Vilar ou les peintures d'Olivier Gratia qui agrémentent le tunnel souterrain qui permet l'accès piétonnier au site du Cyclotron.

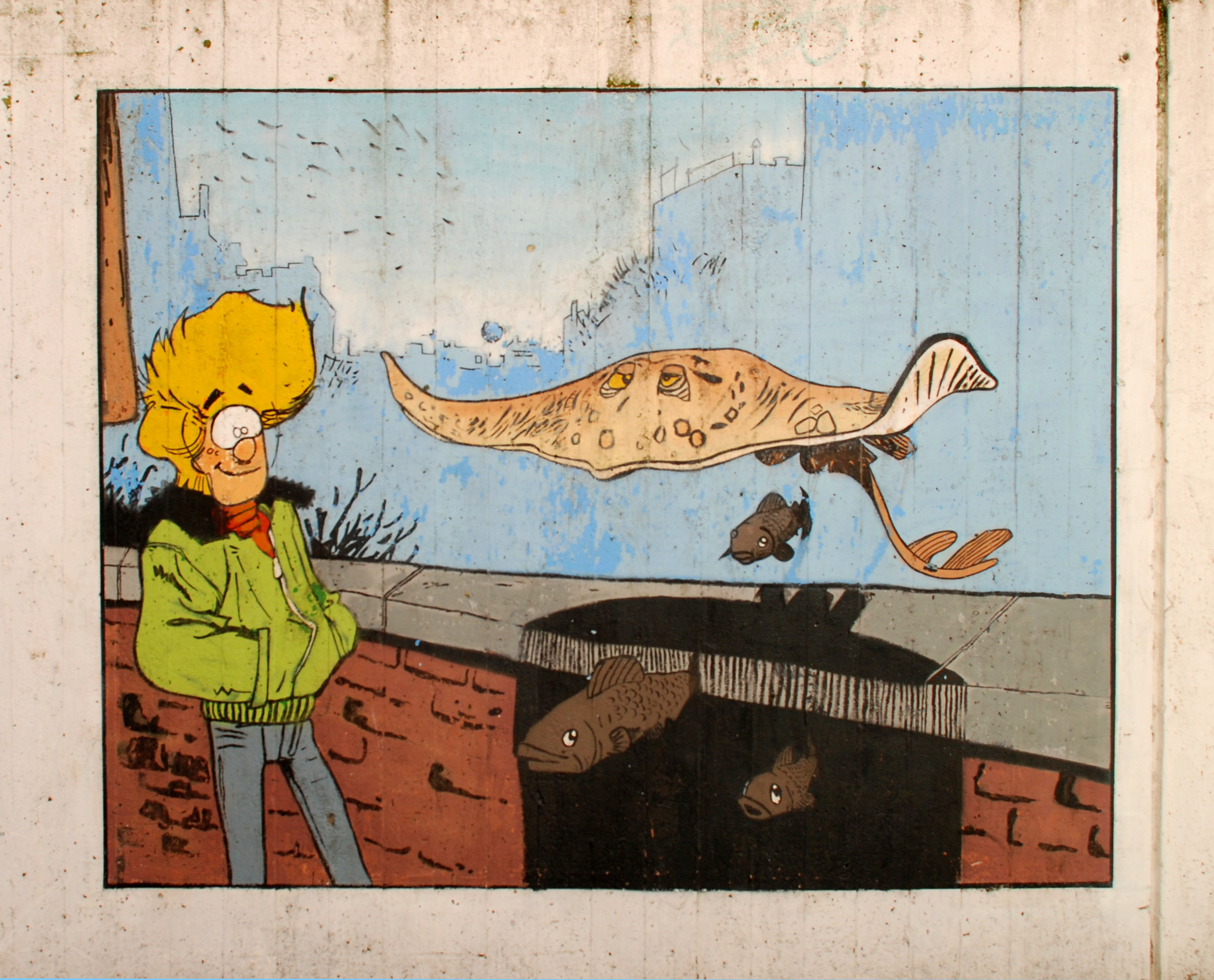
Les Baleines publiques.
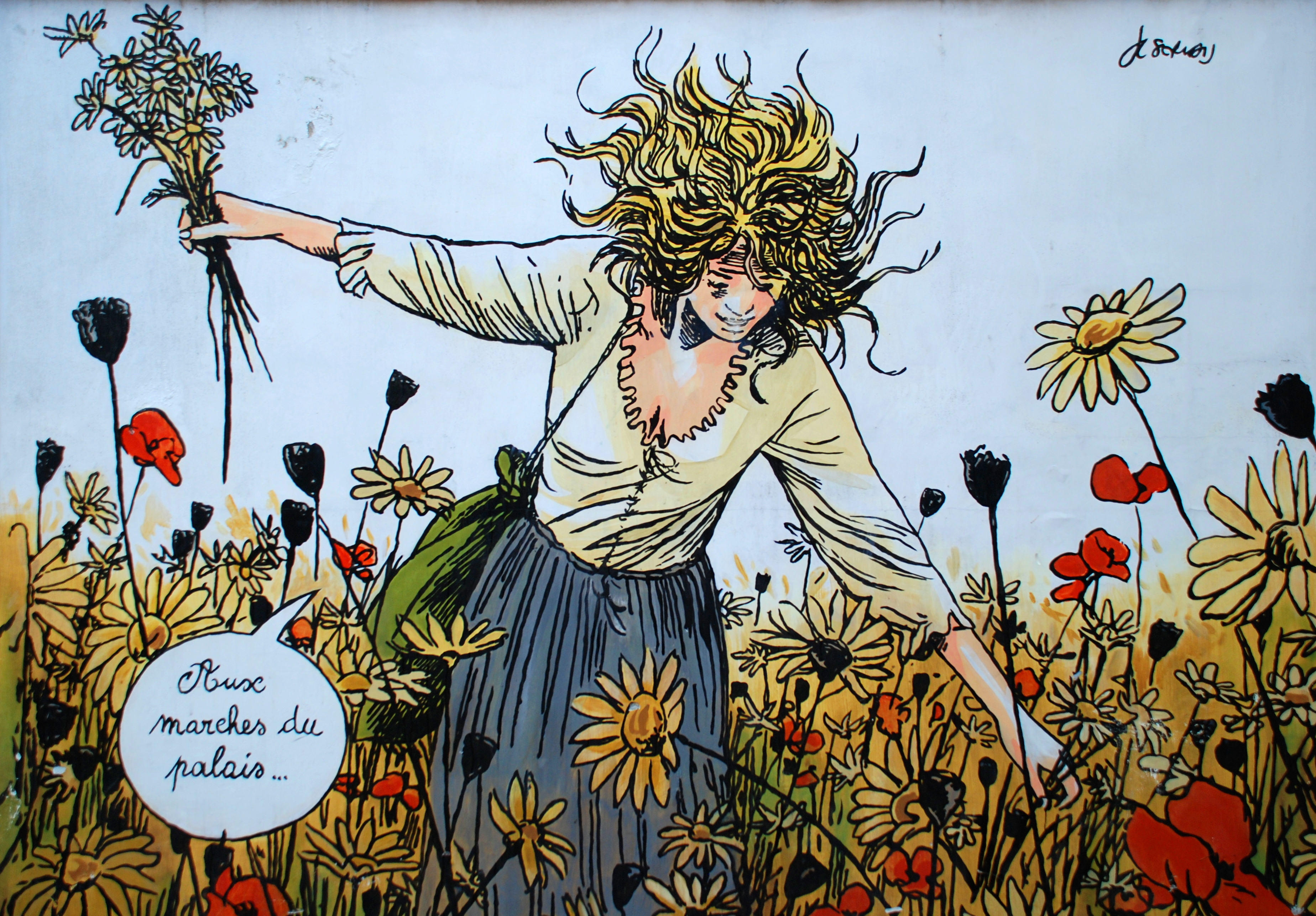
Tendre Violette.
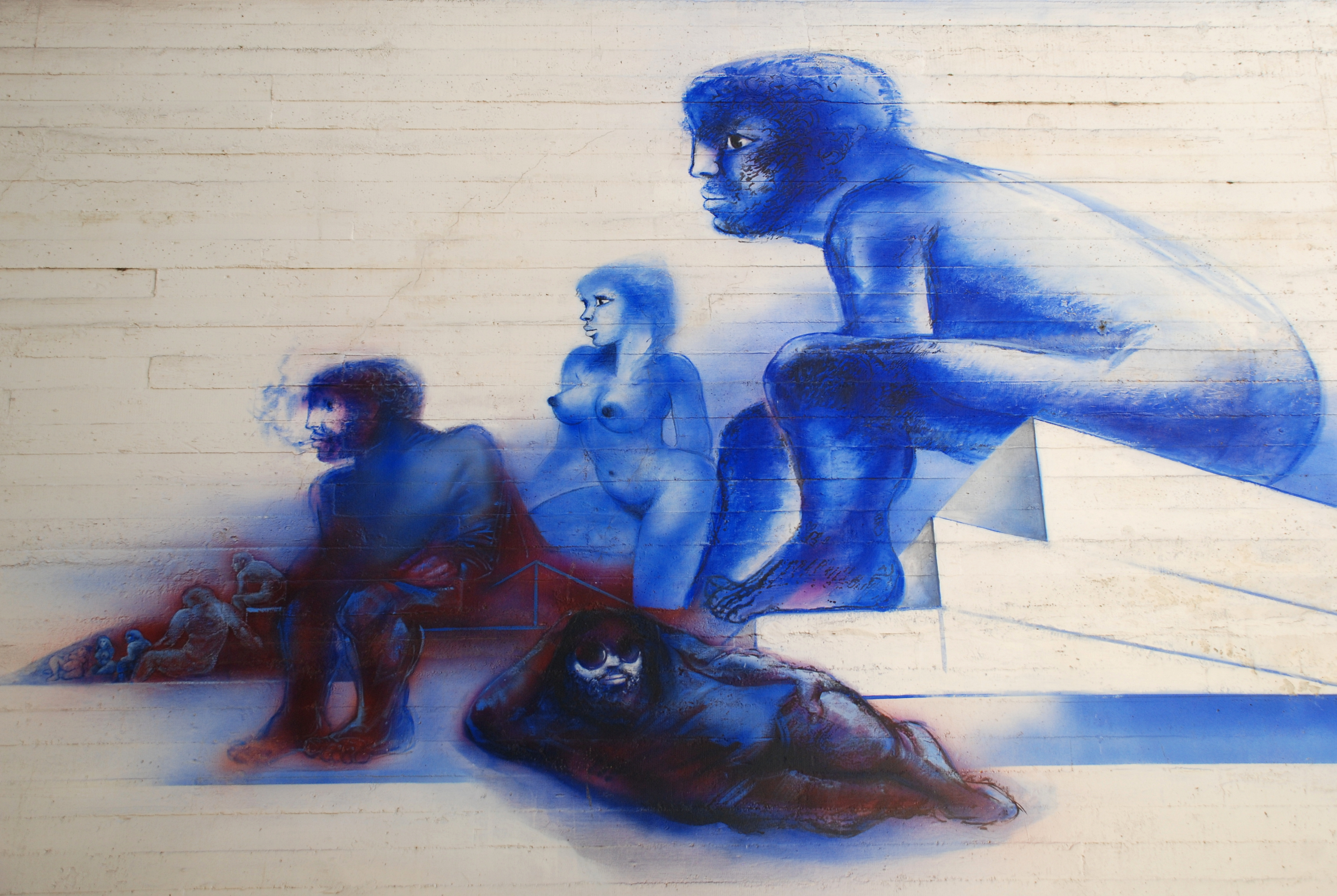
Qu'est-ce qu'un intellectuel ? (détail).